# Munna groenlandica
Munna groenlandica là một loài chân đều trong họ Munnidae. Loài này được Hansen miêu tả khoa học năm 1916.